# 브로드캐스팅 (네트워킹)
브로드캐스팅(broadcasting)은 송신 호스트가 전송한 데이터가 네트워크에 연결된 모든 호스트에 전송되는 방식을 의미한다.

## 개요
컴퓨터 네트워킹, 정보 통신 및 방송등 모든 수신자에게 동시에 메시지를 전송하는 방법이다.  브로드 캐스팅은 프로그램에서 높은 수준의 다양한 응용용도로 활용될 수 있다.

## 구체적 사례
전체에게 트래픽을 전달하는 All-to-All 통신은 각 송신자가 그룹 내의 모든 수신자에게 메시지를 전송하는 컴퓨터 통신 방법이다. 네트워킹에서 이것은 종종 멀티 캐스트를 사용하여 수행될수있다. 이것은 각 발신자가 하나의 수신자와 통신하는 지점 간 (point-to-point) 방법 인 유니캐스트 방법과는 대조적인 방식이다.

## 기술의 구현
컴퓨터 네트워킹에서 브로드 캐스팅(방송) 방식을 사용하면 네트워크상의 모든 장치가 수신 할 패킷을 전송하는 것을 의미 한다. 실제로, 브로드 캐스트의 범위는 브로드 캐스트 도메인으로 제한 된다.  즉 메시지 브로드 캐스팅은 호스트가 고유 한 IP 주소로 식별되는 다른 단일 호스트에 데이터 그램을 보내는 유니 캐스트 주소 지정과는 별개로, 해당 브로드 캐스트 주소를 사용하여 해당 주소 범위에 있는 전체 호스트에 트래픽을 전달하는 것이다.

## IPv4 와IPv6에서의 브로드 캐스팅의 차이점
인터넷 프로토콜 버전 4 (IPv4)의 후속 버전 인 IPv6는 브로드 캐스트 방법을 구현하지 않았다. 그러므로  특정 트래픽을 받으려고 할 때 해당 네트워크의 모든 노드에게 영향을 주지 않고 트래픽을 전달하도록 구현하였다.